# Alliance Israélite Universelle

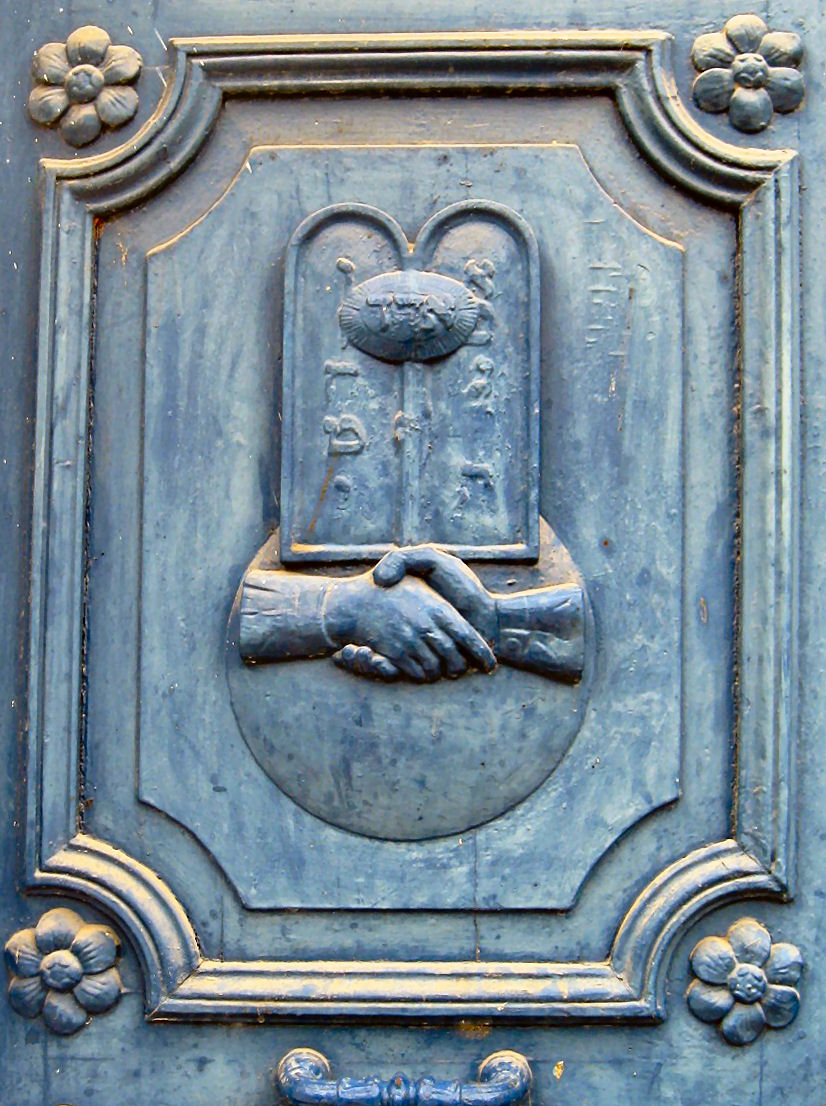
AIU:s symbol

Alliance Israelite Universelle (fr., "Allmänna israelitiska alliansen", AIU) är en internationell judisk organisation grundad i Paris 1860 av Adolphe Cremieux, som ett svar på Damaskusaffären, och med målet att skydda alla judars rättigheter som medborgare.
AIU driver ett antal judiska skolor och har arbetat med en standardisering av språket ladino.